# 柬埔寨—马来西亚关系
柬埔寨－马来西亚关系（英語：Cambodia–Malaysia relations）是柬埔寨与马来西亚之间的双边关系。柬埔寨在吉隆坡设有大使馆，马来西亚在金边设有大使馆。1994年4月14日，时任马来西亚首相马哈迪·莫哈末访问柬埔寨。
2019年9月2日，马来西亚首相马哈迪及夫人茜蒂哈斯玛抵达金边，对柬埔寨展开为期三天的官访。柬埔寨首相洪森与马哈迪召开双边会议，讨论关于贸易与投资，以及在农业、防卫及发展清真领域的合作。